# Comitatul Columbia, Oregon
Comitatul Columbia (în engleză Columbia County) este un comitat din statul Oregon, Statele Unite ale Americii.

## Istoric
Amerindienii Chinook și Clatskanie au locuit această regiune de secole înainte de sosirea lui Robert Gray, căpitanul navei Columbia Rediviva, în 1792. Expediția Lewis și Clark a călătorit și a făcut campanie de-a lungul țărmului râului Columbia, în zona cunoscută mai târziu sub numele de Columbia County la sfârșitul anului 1805 și în călătoria lor de întoarcere la începutul anului 1806.
Comitatul Columbia a fost înființat în 1854 din jumătatea de nord a comitatului Washington. Milton a servit drept scaun județe până în 1857, când a fost mutat în St. Helens.
Comitatul Columbia a fost afectat de nenumărate dezastre de inundații, cel mai recent din decembrie 2007. Ploile puternice au făcut ca râul Nehalem să iasă din matcă și să inunde orașul Vernonia și zonele rurale din apropiere.

## Geografie
Potrivit Biroului de recensământ din S.U.A., comitatul are o suprafață de 1.780 km², dintre care 1.700 km² este pământ și 80 km² (4.5%) este apă. Este cel de-al treilea comitat al Oregonului în ordinea inversă a suprafeței și al patrulea în ordinea inversă a suprafeței totale.

## Demografie
|  | Graficele sunt indisponibile din cauza unor probleme tehnice. Mai multe informații se găsesc la Phabricator și la wiki-ul MediaWiki. |

Date: Wikidata - grafică realizată de Wikipedia